# Zapuže (Šentjernej, Slovenija)
Zapuže je naselje u slovenskoj Općini Šentjerneju. Zapuže se nalazi u pokrajini Dolenjskoj i statističkoj regiji Donjoposavskoj regiji. 

## Stanovništvo
Prema popisu stanovništva iz 2002. godine naselje je imalo 67 stanovnika.